# Serul adevărului

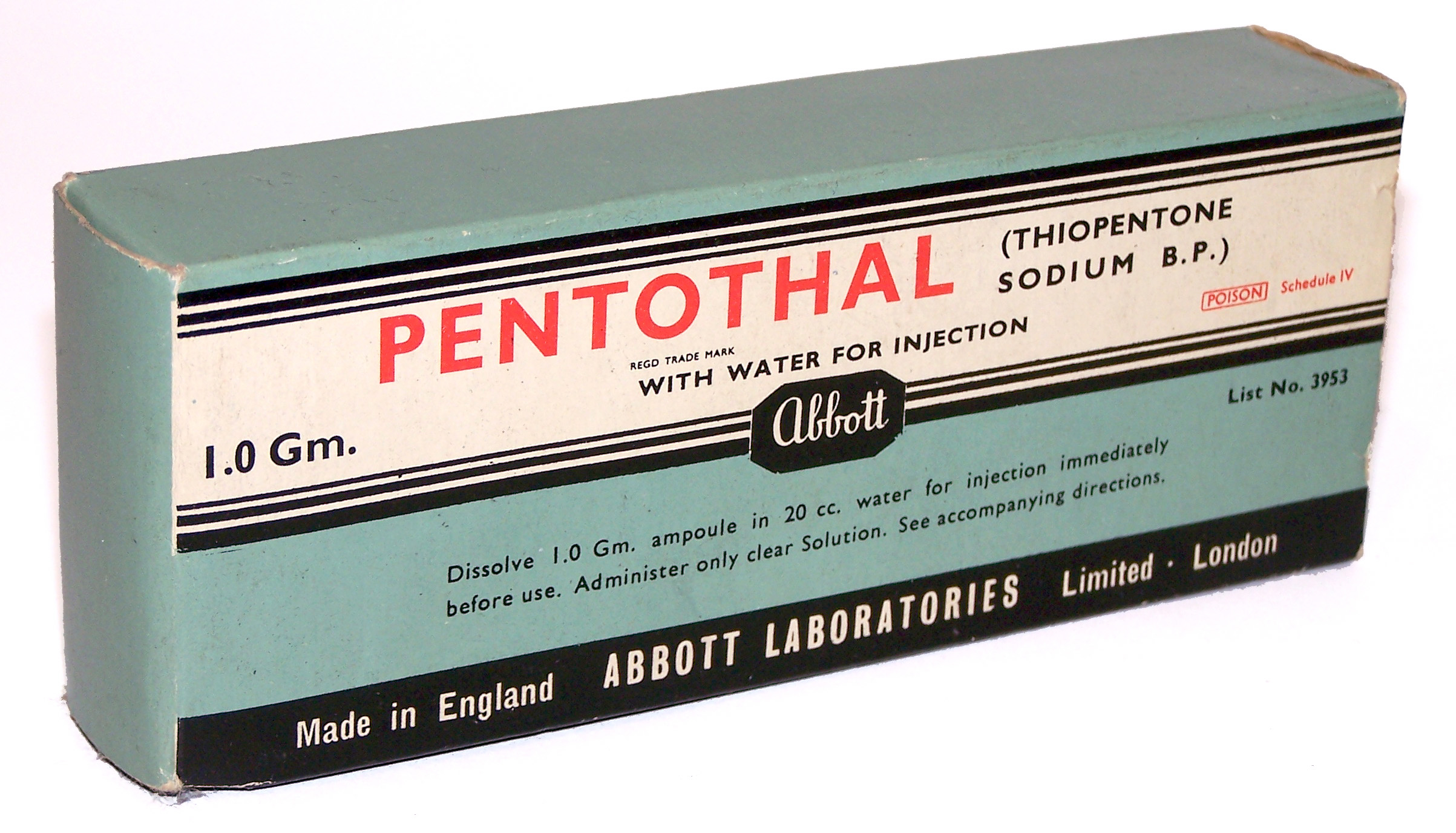
Thiopentalul de sodiu, sub denumirea comercială de Pentothal

Serul adevărului (pentothal de sodiu) este o denumire colocvială pentru o gamă largă de substanțe psihoactive utilizate pentru a obține informații de la persoane care nu pot sau nu doresc să le divulge altfel. 

Amobarbitalul, una dintre substanțele care pot fi folosite ca ser al adevărului

## Substanțe
Etanolul
Scopolamina
Barbituricele

## Mențiuni notabile în literatură și cinematografie
Termenul de Veritaserum este folosit de către scriitoarea J. K. Rowling în seria Harry Potter pentru a identifica o puternică poțiune a adevărului.